# Frebécourt
Frebécourt település Franciaországban, Vosges megyében. Lakosainak száma 352 fő (2022. január 1.). Frebécourt Coussey, Mont-lès-Neufchâteau, Sionne és Neufchâteau községekkel határos.

## Népesség
A település népességének változása:
| Lakosok száma | 303  | 302  | 311  | 313  | 324  | 335  | 343  | 346  | 352  |
|               | 2013 | 2015 | 2016 | 2017 | 2018 | 2019 | 2020 | 2021 | 2022 |